# قلعة ماتسوموتو

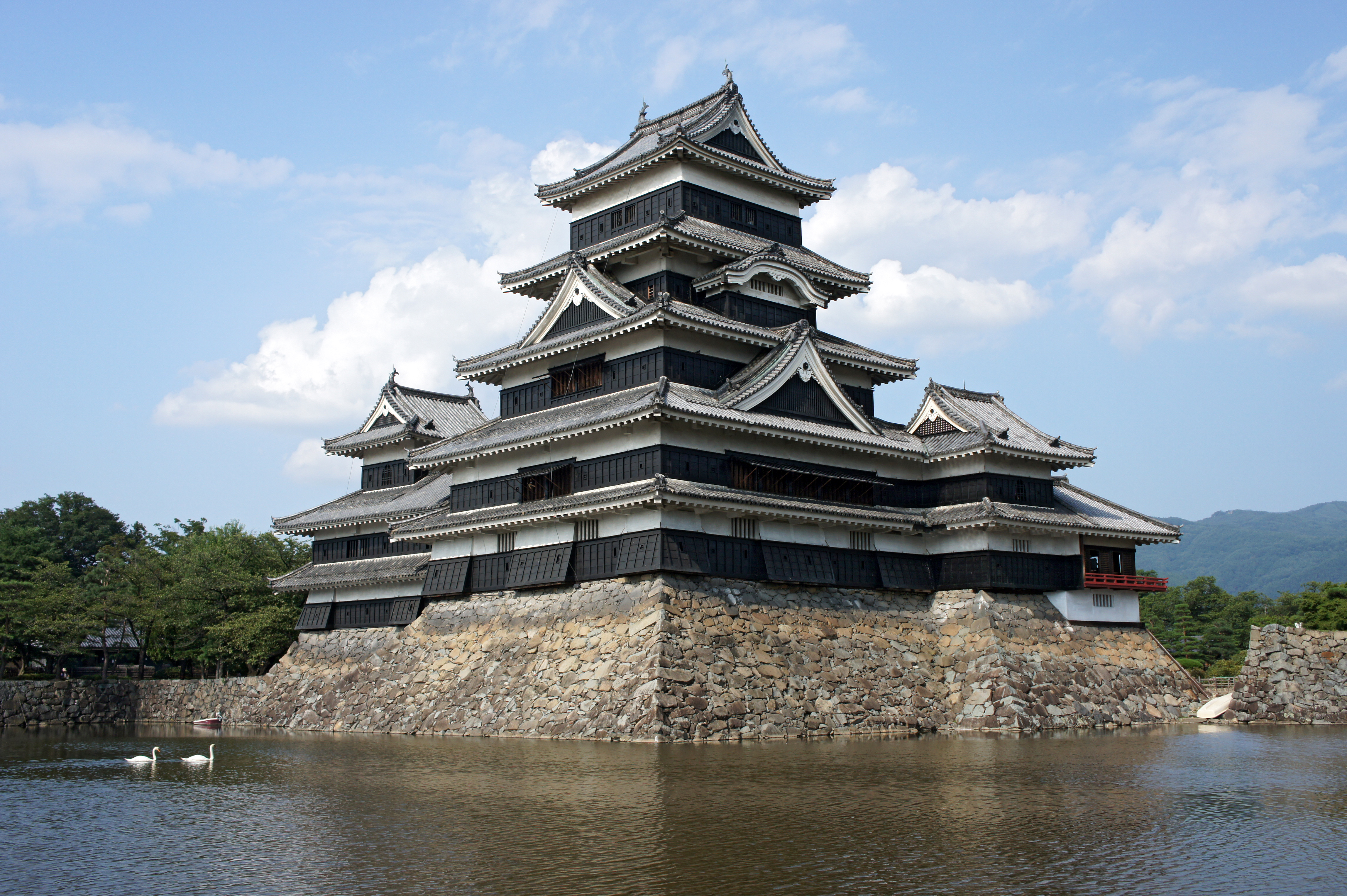
برج قلعة ماتسوموتو.

قلعة ماتسوموتو (باليابانية: 松本城 ماتسوموتو-جو) والمعروفة أيضا باسم قلعة الغراب (باليابانية: 烏城 كاراسو-جو) بسبب المظهر الخارجي الأسود، هي إحدى القلاع التاريخية الرئيسية في اليابان. تقع في مدينة ماتسوموتو من محافظة ناغانو ويسهل الوصول إليها من طوكيو بالطرق أو السكك الحديدية.
يعتبر برج القلعة (تينشوكاكو) الذي اكتمل بناؤه في أواخر القرن السادس عشر من الكنوز الوطنية في اليابان.
قلعة ماتسوموتو مبنية في السهل وليس على قمة جبل على خلاف القلاع اليابانية النمطية، ولذلك فإن أساليبها الدفاعية متقدمة وتشمل الجدران والخنادق والبوابات.

## وصلات خارجية
- دليل إلى قلعة ماتسوموتو نسخة محفوظة 6 أغسطس 2009 على موقع واي باك مشين.